# Den unge Törless
Den unge Törless (tyska: Der junge Törless) är en tysk-fransk dramafilm från 1966 i regi av Volker Schlöndorff.
Filmen bygger på Robert Musils roman Den unge Törless förvillelser.

## Rollista i urval
- Mathieu Carrière - Thomas Törless
- Marian Seidowsky - Anselm von Basini
- Bernd Tischer - Beineberg
- Fred Dietz - Reiting
- Lotte Ledl - värdhusvärdinnan
- Barbara Steele - Bozena
- Jean Launay - matematikläraren
- Hanna Axmann-Rezzori - mamma Törless (ej krediterad)
- Herbert Asmodi - pappa Törless (ej krediterad)
- Fritz Gehlen - rektorn (ej krediterad)